# Marcador de jarra de cerveza

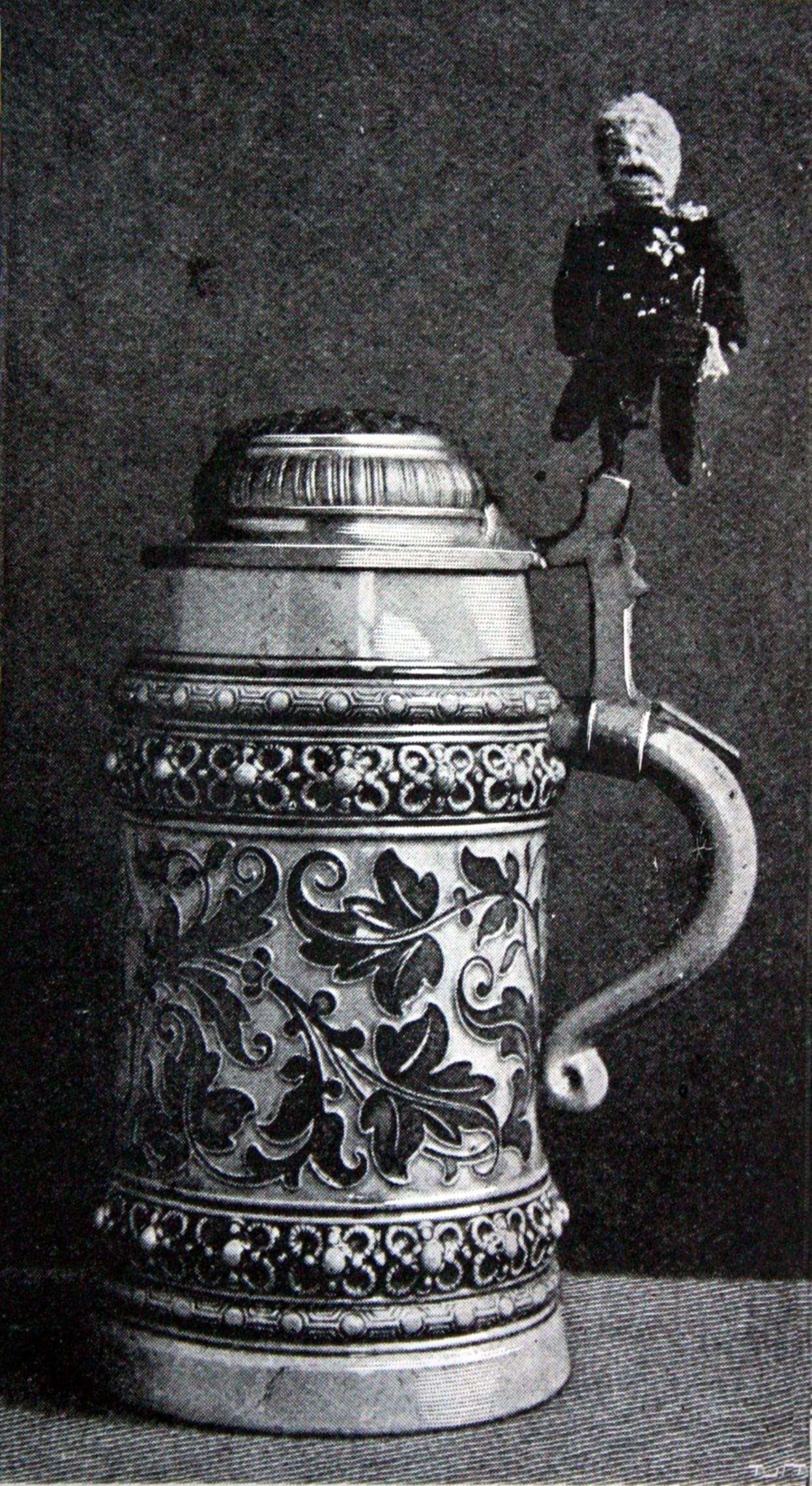

Los marcadores para jarras de cerveza eran tradicionalmente utilizados por los bebedores de cerveza bávaros como una forma única y creativa de identificar sus jarras. Estos marcadores, normalmente de unos 10 cm de altura, eran marionetas de lana tejidas que se fijaban al pulgar de la tapa de la jarra. Las marionetas solían adoptar la forma de caricaturas de políticos contemporáneos, tanto populares como impopulares, lo que añadía un toque humorístico y satírico a la práctica. Esta costumbre era especialmente frecuente en la Löwenbräukeller de Múnich durante la década de 1890. 
En su artículo de 1897 sobre los marcadores de cerveza, George Dollar escribió que la costumbre de los marcadores de cerveza se conocía en Múnich desde hacía muchos años y se había adoptado en casi todas las ciudades y pueblos alemanes. En la Löwenbräu Keller, los marcadores se venden por cincuenta pfennige (o seis peniques) cada uno, a cargo de una anciana que recorre a los bebedores de cerveza con una cesta. Es una figura muy conocida en Múnich y teje las figuras ella misma.
La tradición de usar marcadores de cerveza ha formado parte de la cultura muniquesa durante muchos años y se ha adoptado en varias otras ciudades y pueblos alemanes. En la Löwenbräu Keller, estos marcadores eran vendidos por una conocida mujer local que tejía las figuras ella misma y las vendía por cincuenta pfennige (o seis peniques) cada una. 
En tiempos más recientes, la práctica ha evolucionado hacia el uso de fichas de plástico de colores brillantes adheridas a las botellas de cerveza en reuniones sociales para evitar confusiones, lo que refleja la necesidad constante de una identificación clara de las bebidas individuales.